# Zahara (film)
Zahara, anche accreditato come Zahra, è un documentario autobiografico del 2009 scritto, diretto e narrato da Mohammad Bakri in lingua araba. Il film racconta la vita della zia del regista, Zahara, dall'infanzia fino alla vecchiaia, e ripercorre le tappe storiche che definirono il processo di trasformazione della Palestina.

## Trama
Zahara sposò in età precoce il cugino Hassan. Durante l'esodo palestinese del 1948, Zahara (19 anni) e Hassan furono costretti ad abbandonare la casa di Bi'ina, in Galilea, per trasferirsi in Libano. Hassan fu arrestato dalle autorità israeliane e imprigionato. Trascorsi quaranta giorni, Zahara decise di ritornare nel suo villaggio natio portandosi con sé i suoi due figli, Fatima e Mohammad. Hassan fu in seguito rilasciato ma morì prematuramente negli anni 60 lasciando la moglie e dieci figli. Zahara, povera e analfabeta, iniziò quindi a lavorare raccogliendo olive. Attraverso i sacrifici di una madre e gli insegnamenti che rivolge ai suoi figli, il regista intende anche sbugiardare i luoghi comuni che riguardano le donne palestinesi durante il conflitto arabo-israeliano.

## Produzione
L'idea del film nasce vent'anni prima della sua realizzazione. Mohammad Bakri voleva ringraziare la zia, alla quale fu molto legato, e allo stesso tempo rendere omaggio alle donne della sua generazione. Inizialmente, Zahara, essendo molto religiosa e reticente alla telecamera, non accettò. In seguito cambiò idea, dopo che si risvegliò dal coma causato da un ictus cerebrale, grazie alla maestria di un chirurgo ebreo.

## Distribuzione
In Israele, il film fu sponsorizzato dall'organizzazione Shatil, che si occupa di favorire il dialogo fra arabi ed ebrei. La proiezione del film causò delle proteste da parte degli spettatori, che non apprezzarono i toni secondo loro provocatori del film. Mohammad Bakri disse di avere ricevuto minacce di morte. I protestanti contestarono soprattutto una frase del film, nella quale l'esodo palestinese del 1948 viene paragonato all'Olocausto.

## Riconoscimenti
- 2010: Festival del cinema africano, d'Asia e America Latina di Milano – Miglior documentario (sezione Finestre sul mondo)[5]
- 2009: Dubai International Film Festival – Candidatura al miglior documentario[6]
- 2009: Other Israel Film Festival – Candidatura al miglior documentario[6]